# ويستون برايس
ويستون برايس (بالإنجليزية: Weston Price)‏ هو اخصائي تغذية وطبيب أسنان أمريكي، ولد في 6 سبتمبر 1870 في Stone Mills ‏ في كندا، وتوفي في 23 يناير 1948.